# Markenaktivismus
Markenaktivismus bzw. Brand Activism bezeichnet das Phänomen, wenn Inhaber von Marken sich „öffentlich [...] zu kontroversen gesellschaftspolitischen Themen“ äußern und damit verdeutlichen, „welche Werte ihnen wichtig sind“. Markenaktivismus geht dabei in der aktiven Form über die Corporate Social Responsibility hinaus.
Beispiele sind öffentliche Stellungnahmen von Markeninhabern zu kontroversen sozio-politischen Themen wie Immigration, gleichgeschlechtliche Ehe, Rassismus, Impfungen oder Gender-Gerechtigkeit. Zu den bekannten Beispielen für Markenaktivismus zählt die Unterstützung der GLS-Bank für Fridays for Future, die Unterstützung der UEFA und BMW im Kontext des Pride-Monats, Ben & Jerry's für soziale Gerechtigkeit und besonders  die Kampagne von Nike gegen Rassendiskriminierung.